# Тейлор, Винс
Винс Тейлор (англ. Vince Taylor; настоящее имя Брайан Морис Холден; 14 июля 1939, Айлворт — 28 августа 1991, Лютри) — британский рок-музыкант, чья карьера начавшись в Америке и Англии, наиболее успешно сложилась во Франции. Вместе со своей группой The Playboys занимался, в основном, кавер-версиями рок-н-ролльных хитов. Его собственное сочинение «Brand New Cadillac» (1959) было позже перепето группой The Clash на их альбоме «London Calling» (1979). Фигура самого Тейлора вдохновила Дэвида Боуи на написание «Ziggy Stardust».